# 乐池
乐池（？—？），战国时期人物。中山国人，曾为中山相。
前318年，乐池被秦惠文王任命为秦国的相国。次年，乐池罢相，张仪复相。前314年，燕国内乱，赵武灵王到韩国召公子职，立为燕昭王，派乐池护送。裴骃《史记集解》误认为太子平为燕昭王，公子职并未继承王位。